# 马德里动物园

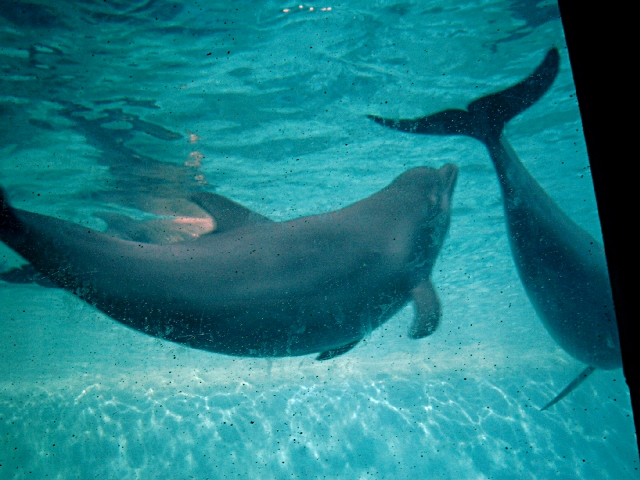
海豚

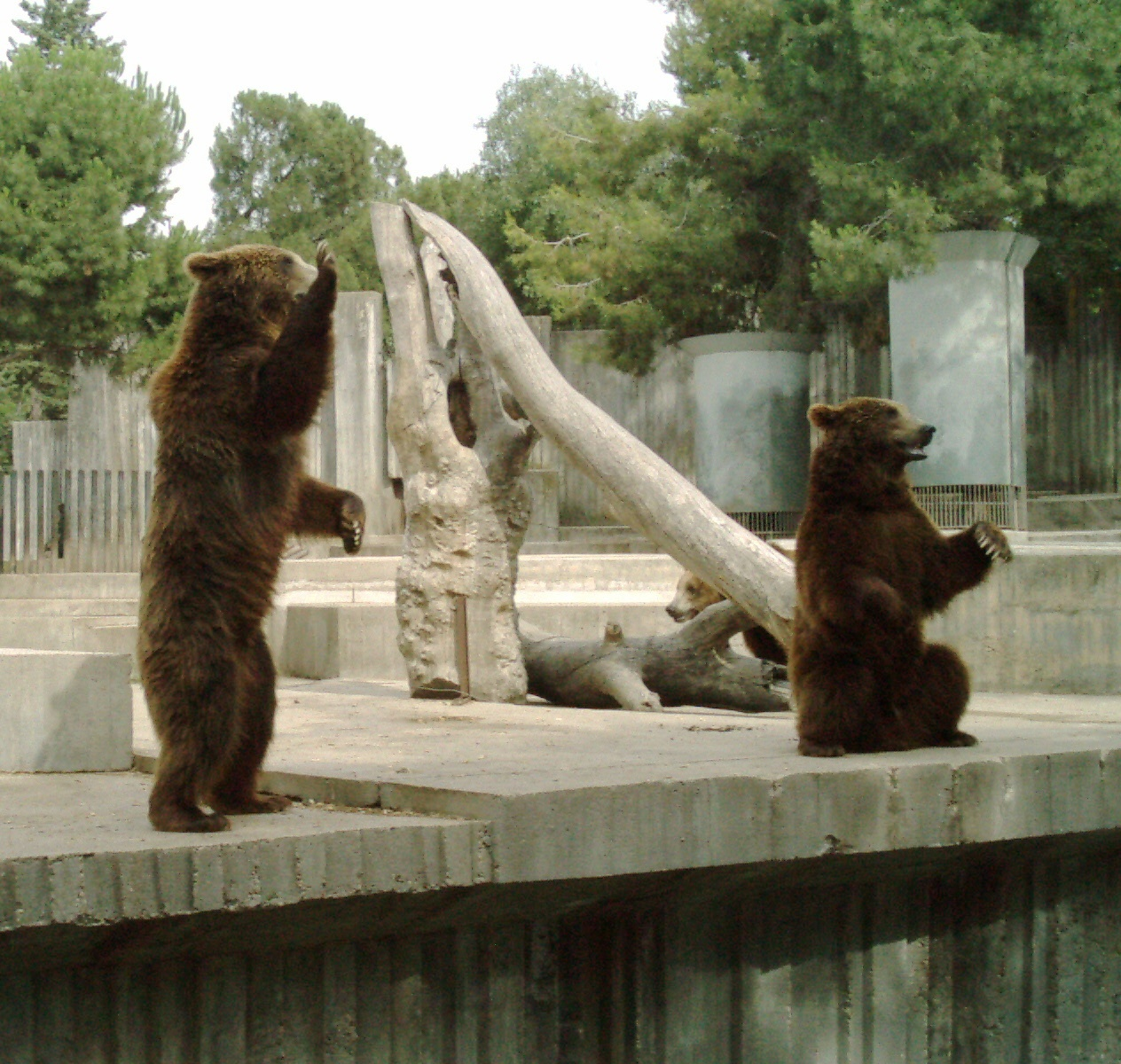
棕熊

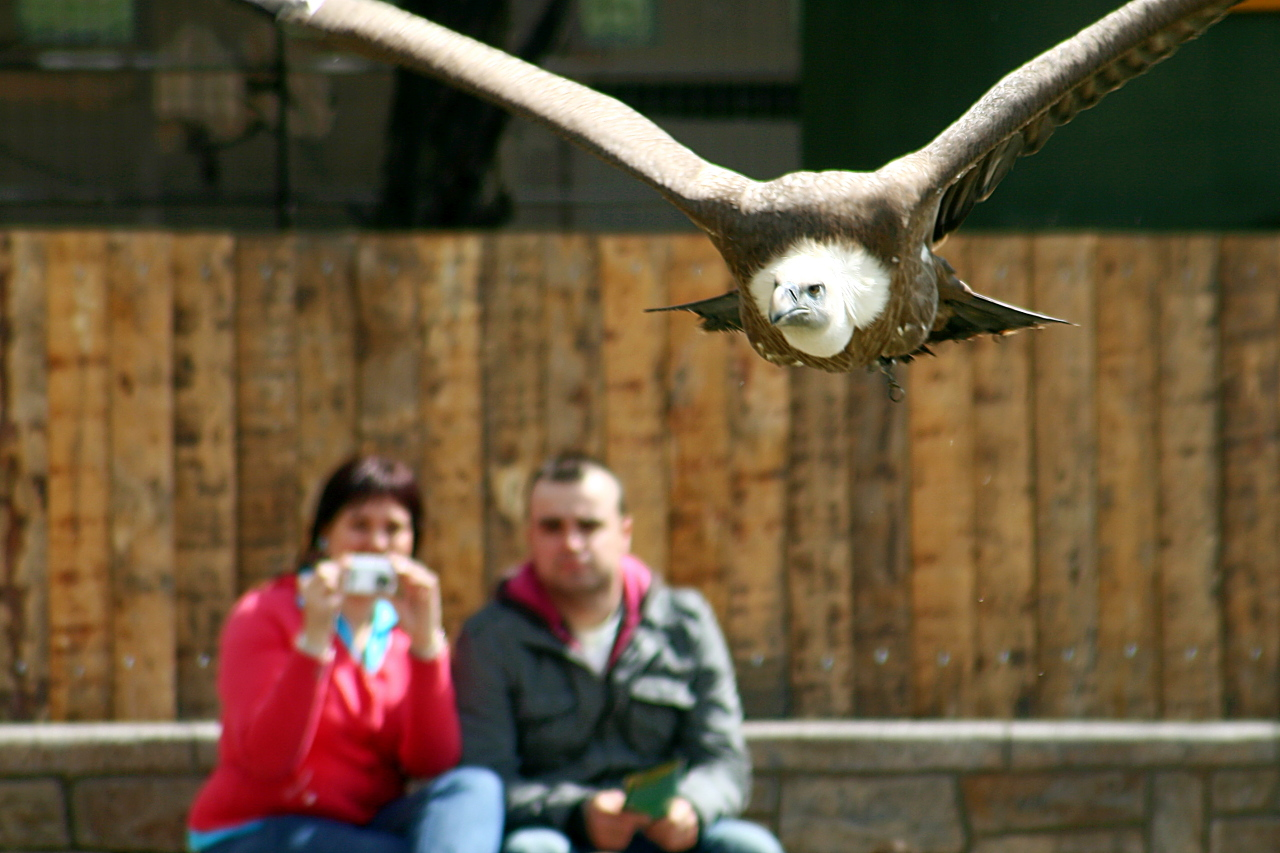
鹰

马德里动物园·水族馆（西班牙語：Zoo Aquarium de Madrid）是位于马德里田园之家城市公园的一座動物園，也是世界上为数不多的生活有大熊猫的动物园之一。

## 历史
1774年，西班牙国王卡洛斯三世下令在丽池公园建造“野兽公园”, 是继维也纳动物园以来欧洲历史上第二个开放的动物园。在内战期间，动物园遭到破坏，一些动物死于饥饿。第二次世界大战期间，西班牙作为中立国，接收了来自欧洲其他动物园的疏散动物，其中以柏林的慕尼黑动物园居多。1967年，公园吸引了超过150万游客。1972年6月，丽池野兽公园永久关闭。同年，在田园之家落成了现在的马德里动物园，展出来自丽池野兽公园的83个种类的550只动物。
1987年，海豚馆建成，并展出了7只寬吻海豚。

## 动物

### 大熊猫
1978年，西班牙国王胡安·卡洛斯一世和王后索菲亚访华时，中国政府赠送了一对大熊猫“强强”和“绍绍”，是首批抵达西班牙的中国大熊猫。1982年，两只大熊猫的孩子“竹琳”诞生，也成为欧洲首只在圈养环境下通过人工授精方式出生的大熊猫。“竹琳”首次与公众见面时，马德里动物园的入园人数创下历史纪录。“竹琳”于1996年去世之后，马德里动物园为它竖立了一座铜像。它的遗体则被制成标本，陈列在西班牙国家自然科学博物馆。
2007年9月8日，“冰星”和“花嘴巴”乘坐专机来到马德里。2010年9月7日，“花嘴巴”通过人工授精成功生下一对双胞胎雄性熊猫宝宝，一只命名为“德德”，取自中文“马德里”的“德”字，另一只叫“阿宝”，取自《功夫熊猫》。2013年5月18日，兄弟俩从西班牙回到成都大熊猫繁育研究基地。2013年8月30日，第四只大熊猫“星宝”出生，2017年返回成都。
2016年8月30日，雌性大熊猫“竹莉娜”出生。2018年2月23日，马德里动物园与中方续签了中西大熊猫合作研究协议至2023年。

### 考拉
马德里动物园里还生活着一小群考拉。它们活动空间内的温度受到严格控制，食物桉树叶来自韋爾瓦省。

### 哺乳动物
动物园内的灵长目动物包括：西部低地大猩猩、黑猩猩、山魈、东黑白疣猴和猩猩等。